# La fiaba infinita
La fiaba infinita (Día de muertos) è un film d'animazione del 2019, diretto da Carlos Gutiérrez Medrano.
Il film si ispira alla festività messicana del Día de Los Muertos.

## Trama
Salma vive a Santa Clara. È orfana, e vive con i due fratelli adottivi, Jorge e Pedro, a loro volta orfani, e la severa nonna che li ha cresciuti. Nulla sa di suo padre e sua madre e non ha neppure alcun oggetto che possa ricondurre a loro, l'unica cosa che le ha raccontato la nonna è di averla trovata neonata abbandonata davanti alla sua porta.
Salma fin da bambina cerca in tutti i modi di trovare notizie sui genitori, ma senza successo. A sedici anni, il 1º novembre, la sua volontà di conoscere le sue origini la porta a vivere, con l'aiuto di Jorge e Pedro, un'avventura a cavallo tra il mondo dei morti e quello dei vivi e a scoprire la verità.

## Accoglienza

### Incassi
Il film ha incassato globalmente 3,75 milioni di dollari. I maggiori incassi li ha fatti registrare in Messico, con circa 2,95 milioni di dollari.

### Recensioni
La critica ha accolto il film in maniera generalmente negativa.